# シドニージョウゴグモ
シドニージョウゴグモ（Atrax robustus）は、節足動物鋏角亜門クモ目ジョウゴグモ科に属するクモの一種。和名はジョウゴグモ科共通の特徴として漏斗状の巣を作りシドニー周辺に生息することに由来。

## 形態
体長は40mm前後であるが、伸張状態の歩脚を含めた寸法（レッグスパン）は100mm近くに達する。体全体に占める頭胸部〜腹部の割合が大きく、また太い各歩脚や腹部に剛毛を備えるため、タランチュラに似た趣と量感がある。体色は青みがかった黒。体格的には雌のほうがより大型であるが、雄は牙が大きく、よく前二本の脚と牙を見せつけて威嚇する。

## 生態

### 分布
オーストラリアの主要都市シドニー周辺。

### 生息環境
国産ジョウゴグモ科と同じく、林床の倒木、岩石の下、あるいはそれらの隙間等に、自らの発した糸で漏斗状の巣を形成する。相対的に夜行性であり、暗い環境で活動する。昆虫等、他の節足動物、さらに小型の爬虫類、哺乳類なども捕食する。

## 毒性
本種はドクイトグモやクロドクシボグモなどと並ぶ、最も危険な毒蜘蛛として知られており、全てのクモの中でも最強の毒蜘蛛と呼ばれている。
毒の成分は強酸性のロブストキシンで、致死性である。1950年代までは血清が存在しなかった。心臓にアナフィラキシーショックを与え、放置すると死亡する例も多く、現地では恐れられている。雄雌ともこの毒を持つが、特に雄の牙は非常に鋭利で硬く、人の爪を貫通するほどの威力を有すると言われる。12月～1月にかけて、雌に比べ小型な雄が現地の人家にも侵入することがあるので駆除されている。
この毒は人間やサルといった霊長類や生後間もないマウスには効くものの、外敵であるトカゲや鳥だけでなく餌とする昆虫類にも効かないことから、毒を保有する理由はいまだ定かではない。しかしながらゴケグモ属においては毒の目的が防衛用として用いられる傾向がみられるため防御用ではないかというのが通説である。
本種を含むアトラクスジョウゴグモ属（Atrax）は全種が特定外来生物１次指定種であり、日本国内への持ち込み、採捕、異所的再放流、運搬、譲渡、飼養が原則として禁じられている。一方、本種は人の生命、健康に危険を及ぼしうる動物であるが、肺呼吸の脊椎動物ではないため、特定動物には含まれない。
尚、現在はシドニージョウゴグモ用の血清が作られている。